# Oculofilia

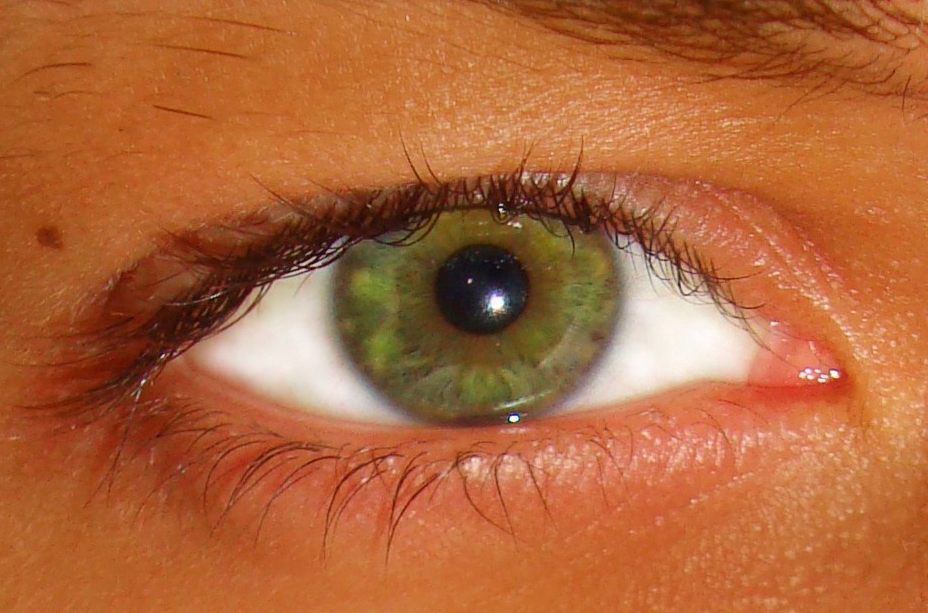
Ojo humano

La oculofilia (del latín Oculus, 'ojo', y del  griego φιλία, filía: 'amor') es la parafilia que se refiere a la atracción por la zona ocular de otras personas, especialmente los ojos.

## Descripción
Quienes poseen esta condición se excitan sexualmente contemplando, tocando, besando o lamiendo el área de esta zona de los ojos, pudiendo llegar a un orgasmo mediante estos actos. Esta atracción erótica no tiene una naturaleza netamente sexual, sino que es también emocional e intelectual.

## Cultura popular
- El fenómeno es descrito en detalle por el escritor Jonathan Coe en su novela La casa de reposo.

- Datos: Q8015448